# هونگچی ال‌اس۷
هونگچی ال‌اس۷ یک شاسی‌بلند اندازه بزرگ لوکس است که توسط شرکت خودروساز چینی هونگچی، یکی از شرکت‌های زیرمجموعهٔ گروه فاو تولید خواهد شد.
این خودرو به‌طور رسمی در ۲۵ اکتبر ۲۰۲۱ به‌عنوان بزرگ‌ترین اس‌یووی ساخت چین و رقیب مستقیم شاسی‌بلندهای اندازه بزرگ داخلی همچون بایک بی‌جی۹۰ و مدل‌های وارداتی خارجی از جمله کادیلاک اسکالید، لینکلن ناویگیتور و مرسدس-بنز کلاس-جی‌ال‌اس معرفی شد.

## ویژگی‌های فنی

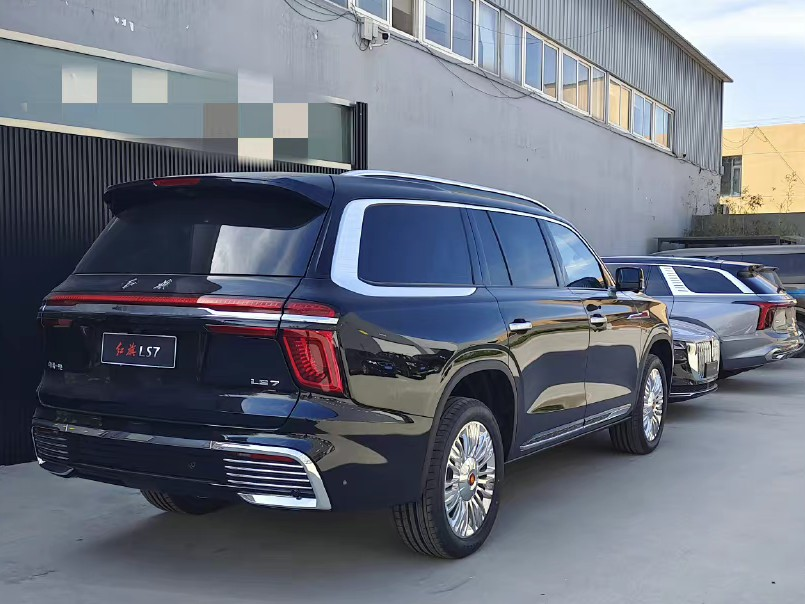
نمای عقب

هونگچی ال‌اس۷ از یک موتور ۴٫۰ لیتری توربوشارژر وی۸ بهره می‌برد که ۴۸۰ کیلووات (۶۴۴ اسب بخار؛ ۶۵۳ اسب بخار متری) قدرت و ۸۵۰ نیوتن متر (۶۲۷ پوند-فوت؛ ۸۷ کیلوگرم متر) گشتاور تولید می‌کند.